# Louis-Charles-Emmanuel de Coëtlogon
Pour les autres membres de la famille, voir Famille de Coëtlogon.
Louis-Charles-Emmanuel, comte de Coëtlogon, né à Paris le 10 août 1814 et mort à Paris le 23 novembre 1886, est un officier, préfet et écrivain français du XIXe siècle.

## Biographie
Élève de l'École spéciale militaire de Saint-Cyr, il prend rang dans l'armée en 1834, avec le grade de sous-lieutenant, et donne sa démission en 1840. Il se trouve en Algérie en 1847 et prend part en amateur à l'expédition de la Kabylie.
Il publie dans les journaux un assez grand nombre de romans, nouvelles et contes en vers, ainsi qu'un Voyage en Algérie (1848).
Nommé sous-préfet de Bressuire en 1849 et de Rochefort en 1851, il administre à partir de 1853 les préfectures de l'Ain, de la Haute-Vienne, du Loiret et des Pyrénées-Orientales. 
Officier de la Légion d'honneur en 1861, il en est exclu en 1874 à la suite de malversations.